# 波爾湖
54°13′53″N 9°55′53″E / 54.23139°N 9.93139°E

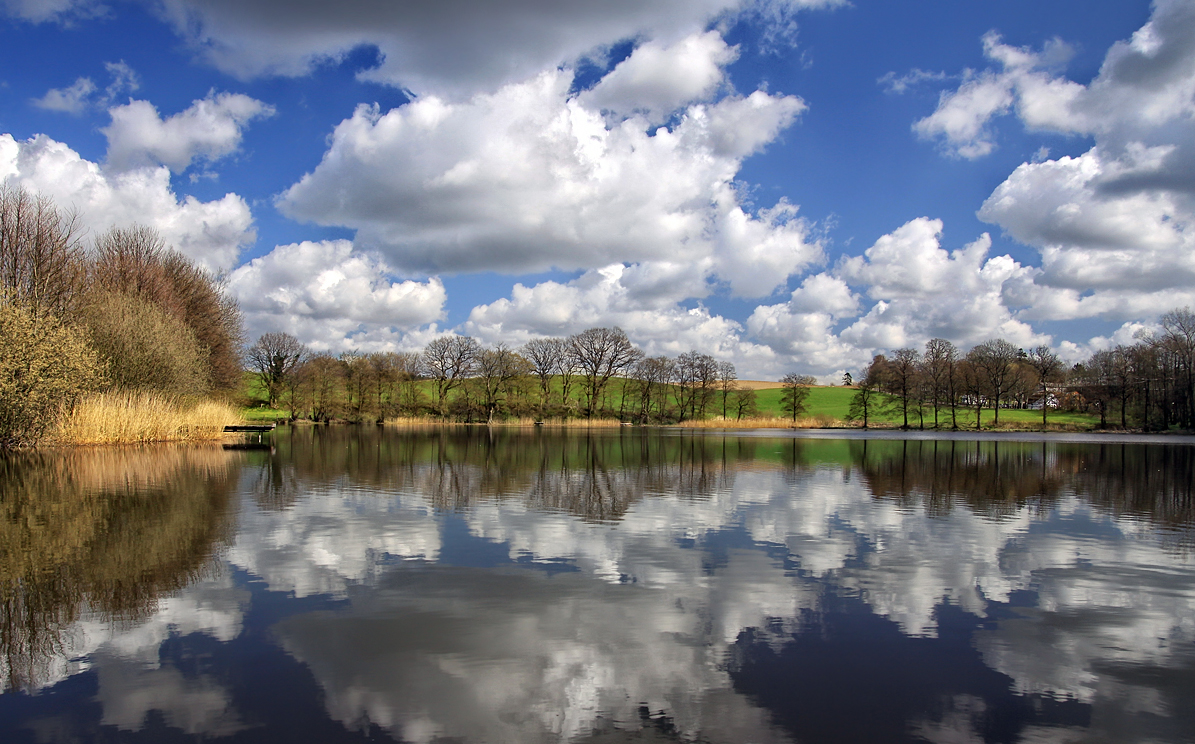

波爾湖（德語：Pohlsee），是德國的湖泊，位於該國北部石勒蘇益格-荷爾斯泰因州，由倫茨堡-埃肯弗德縣負責管轄，面積0.49平方公里，海拔高度20米，平均水深7.7米，最大水深20.5米，水體容量374萬立方米，湖岸線長度3.4公里。